# Zenepos totolirata
Zenepos totolirata är en snäckart som först beskrevs av Suter 1908.  Zenepos totolirata ingår i släktet Zenepos och familjen kägelsnäckor. Inga underarter finns listade i Catalogue of Life.